# 戦略防衛構想

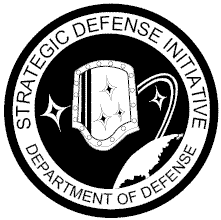
戦略防衛構想のロゴ

戦略防衛構想（せんりゃくぼうえいこうそう、英語: Strategic Defense Initiative, SDI）とは、アメリカ合衆国がかつて構想した軍事計画。通称スター・ウォーズ計画。
衛星軌道上にミサイル衛星やレーザー衛星、早期警戒衛星などを配備、それらと地上の迎撃システムが連携して敵国の大陸間弾道弾を各飛翔段階で迎撃、撃墜し、アメリカ合衆国本土への被害を最小限に留めることを目的にした。通称は、これらの兵器を用いる事がスペースオペラ張りであるとして、アメリカ映画『スター・ウォーズ』に擬えられたもの。

## 経緯
1980年代、核の均衡は相互確証破壊（MAD）に基づいていたが、アメリカ合衆国大統領ロナルド・レーガンはこれをよしとしなかった。レーガンは、1983年3月23日夜の演説で、ソ連の脅威を強調すると共に、「アメリカや同盟国に届く前にミサイルを迎撃」し、「核兵器を時代遅れにする」手段の開発を呼びかけ、翌3月24日に開発を命じた。
「SDI演説」の要旨は以下の通りである。
| 「 | 「助言者達との綿密な検討の末に、私は一つの道があると信じるに至った。我々は今ここに、ソ連のミサイルの脅威に、防御的な手段で対抗するプログラムを開始する。アメリカの安全が、ソ連の攻撃に対する報復によって保たれるのではなく、戦略弾道ミサイルを、我々自身の、また我々の同盟国の国土に達する以前に迎撃し、破壊できると知ったときに初めて、自由な国民は安楽に暮らせるのではないだろうか？」 「これは手強い仕事であり、今世紀の終わりまでには実現できないだろう。だが、技術の進歩は努力を開始しても良いところまで来ている。私は、かつて我々に核兵器をもたらした科学者達に、その偉大な才能を人類と世界平和に向け、それらの兵器を無効にし、時代遅れにするよう求める」 「今宵、我々は人類の歴史の流れを変えることを約束する努力を開始する。我々にはできるのだと、私は信じている。この扉を開くために、あなた方が共に祈り、賛同してくれるよう願ってやまない」 | 」 |

演説の内容は、アメリカ国防総省高官にさえ、前日まで知らされていなかったと言われる。内外を驚かせた「SDI演説」だったが、決して思いつきで行われたものではなかった。演説以前から陸海空三軍ではそれぞれ独自にレーザー兵器の研究を進めており、一部の議員からもレーザー兵器などによる「領土到達前の迎撃システム」が提案され、公式レポートや勧告書も作成されていた。1981年にはスペースシャトル・コロンビア号の打ち上げにも成功。80年代末には年間25 - 40回前後の打ち上げを実現できると見込まれており、宇宙兵器の配備にも目処が立っていた。
演説の中にも織り込まれていたように、基礎的な技術については既に確立しつつあった。「SDI演説」はそれまで個別に進められていた研究を統合・推進し、一気に実用化・実戦配備を目指すという、言わば「決意表明」であり、当時としては十分に勝算あっての宣言だった。
核兵器による破壊の恐怖ではなく、核兵器を無力とすることで恒久的な平和を実現するという構想は、言葉通りであればある意味高い理想に満ちたものだったが、相手方とその技術を共有するのか曖昧にしたまま単に自国ないし自陣営の一方的優位を図るものではないかという批判の他、当初から技術的な問題、資金的な問題、宇宙空間の軍事利用に関する法的（宇宙条約）・倫理的な問題、現状の核抑止を不安定にする危険などが指摘された。それでも国防総省や各軍をはじめ、様々な方面から提案がなされ、研究・開発が進められた結果、いくつかは具体的な成果を上げるに至った。
レーガンの演説では、核兵器開発時の科学者の貢献を引き合いに出して、科学者らにも「人類と世界のため」として協力を呼び掛け、この後、国防総省はMITやスタンフォード大学等の有名大学にも大量の資金が提供されていった。この動きには、むしろ科学の軍事利用として批判する動きもあった。
しかしレーガン自身が予言したように、研究はやがて困難に直面する。「見込みのある」、あるいは「敵（ソ連）が保有しうる兵器・技術」の全てに投資する姿勢は、開発費の膨張を招き、個別の研究も技術的困難などから停滞し始める。実戦配備の目処が立たない中、ソ連のゴルバチョフ政権誕生をきっかけとした緊張緩和と軍縮路線が加速。SDI構想は次第に存在意義を失い、冷戦終結と相前後して、自然消滅に近い形で中止された。以後のミサイル防衛は、湾岸戦争を受けてソ連の協力も得ながら迎撃の対象と規模を絞り込んだジョージ・H・W・ブッシュ政権下のGPALS（Global Protection Against Limited Strikes/限定的攻撃に対する地球規模防衛構想）、さらにビル・クリントン政権下ではTMD（Theater Missile Defense/戦域ミサイル防衛）とNMD（National Missile Defence/米本土ミサイル防衛・国家ミサイル防衛）へと移行していくこととなる。

### 日本
1986年9月9日、日本政府は戦略防衛構想の研究への参加方針を通告するとともに、方針の内容を記した外相である倉成正の書簡を米国防長官のキャスパー・ワインバーガー、国務次官（政治問題担当）のマイケル・アマコストに手渡した。

## 内容

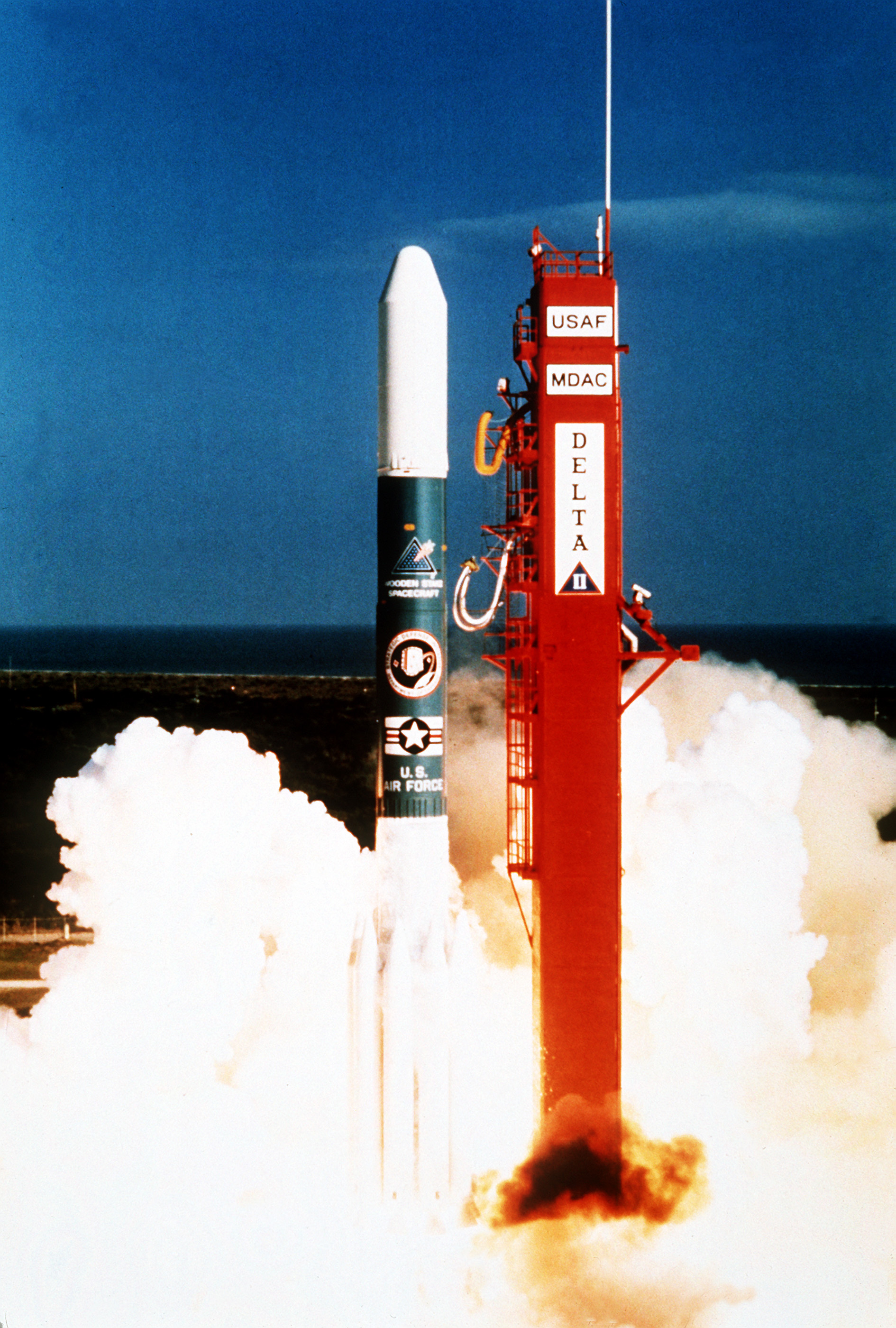
探知実験衛星デルタ・スターの打ち上げ

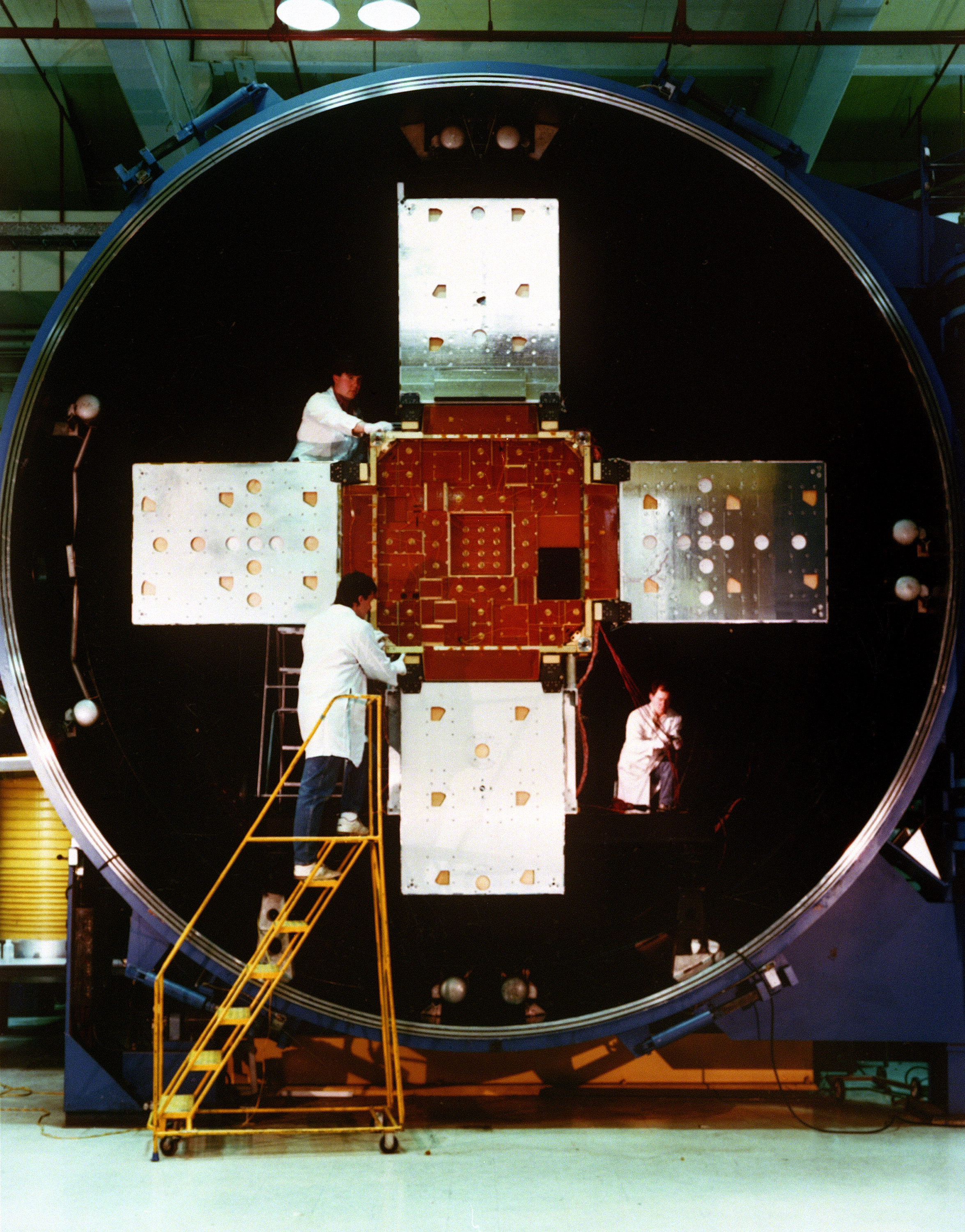
LACE（低出力大気補正実験）衛星、いわゆるミラー衛星の実験機

### 捜索・追跡システム
ブースト段階捜索・追跡システム（Boost Surveillance and Tracking System, BSTS）、宇宙空間捜索・追跡システム（Space Surveillance and Tracking System, SSTS）などからなる。MIRV（多弾頭ミサイル）が展開する前の、敵国上空での探知が求められた。

### 地上配備防衛
ERINT（Extended Range INTercept/延長射程迎撃弾）は、戦域ミサイル防衛計画の一部で、FLAGE（Flexible Lightweight Agile Guided Experiment）を発展させたものとされた。FLAGEは小型のレーダー誘導ミサイルでミサイルを撃墜する実験であり、現在のミサイル防衛（MD）にも繋がる。FLAGEは1987年にランスミサイルの撃墜に成功している。ERINTは固体燃料を用い、FLAGEよりも高速で飛翔するとされた。
HOE（Homing Overlay Experiment/誘導被覆実験）は、直径4メートルの網によってミサイルを迎撃するというもの。開発は陸軍が担当し、1983年から1984年にかけて4回実験が行われた。最初の3回はセンサーや誘導装置に問題があったために失敗し、最後の1回だけが成功した。
ERIS（Exoatomosphere Reentry-Vehicle System/大気外ミサイル妨害機構）はロッキード社によって開発が行われ、1990年代初頭に2回実験された。しかしながらそれ以降の開発はされていない。この計画の成果は戦域高高度防衛ミサイル（THAAD）や地上配備中間軌道防衛（GMD）に活用された。

### 光線/粒子線兵器
初期には核爆発を動力源とするX線レーザーによるミサイル迎撃が検討された。これは人工衛星（軌道迎撃衛星）から発射されるもので、通常のレーザーと仕組みは同じであるが、エネルギー源が原子爆弾であるという点で非常に開発が困難であった。1983年に最初の実験が行われているが、核爆発によって計器が破壊されて数値を得ることができなかったため開発が断念された。核動力の実用化には失敗したが自由電子レーザーなどX線レーザーそのものは現在各方面で利用されており、SDI構想もその発展に貢献している。
化学レーザーは海軍と空軍主導で開発が進められた。海軍はSDI構想以前から、艦船に搭載する近接防御兵器としてレーザー兵器を独自に研究していた。これは「シー・ライト計画」と呼ばれており、まず出力0.4メガワットのフッ化重水素レーザー、ベースライン・データ・レーザー（BDL）を完成させ、1979年には対戦車ミサイルBGM-71 TOWの撃墜に成功。続いて出力2.2メガワットの実用プロトタイプMIRACL（Mid-Infrared Advanced Chemical Laser、中赤外線先進化学レーザー）の制作に入る。1980年に完成、1981年には出力試験も終えたが、予算のカットなどもあり、追跡・照準システムも含めた全システムが完成したのは、SDI構想後の1984年だった。開発早々の1985年にはタイタンミサイルのブースターを破壊することに成功している。
空軍の化学レーザーは『トライアッド』と呼ばれており、SDI構想以前から研究されていた唯一の宇宙用レーザーとして知られている。レーザーの発振装置、目標の追跡・捕捉装置、収束ミラーの三要素から成り立つため、空軍からDARPA（国防総省高等研究計画局）に研究が移管された際、『トライアッド（三和音）』と名付けられた。高度600 - 1,200kmの軌道上に配置する、出力5メガワット、射程5,000kmのレーザー衛星の開発を目指していた。
また、これらの構想とは別に、波長が長く、大気圏での減衰が少ない点を生かして、地上設備から発射し、軌道上の「ミラー衛星」で反射させて目標に命中させる方法も研究された。
化学レーザー（フッ化重水素レーザー）は波長の長い中赤外線のレーザー光を発振するため、大直径の収束ミラーが必要である。しかし、薬剤の化学反応だけでレーザー光を発振できるので、強力な一次電源が必要なく、出力と比してシステム全体は小型化できる。そのため軍用・宇宙用レーザーとして本命視されており、研究も最も進展していた。THELやAL-1など、「SDI後」のレーザー兵器もすべて化学レーザーであり、MIRACLはSDI構想中止後も断続的に研究が続けられ、対衛星攻撃や、砲弾迎撃実験に供されたと言われる。
非荷電粒子線は1989年にロケット搭載型が実際に放射実験を行っている。実験は成功し、予想通りの運動を確認することができたが、宇宙空間では予想外の副作用も確認された。

### 運動エネルギー兵器
Kinetic Energy Weapon（KEW）。従来の火薬から高性能爆薬、あるいはレールガンを含む各種電磁投射砲（コイルガンやリニアモーターガン）などが想定された。

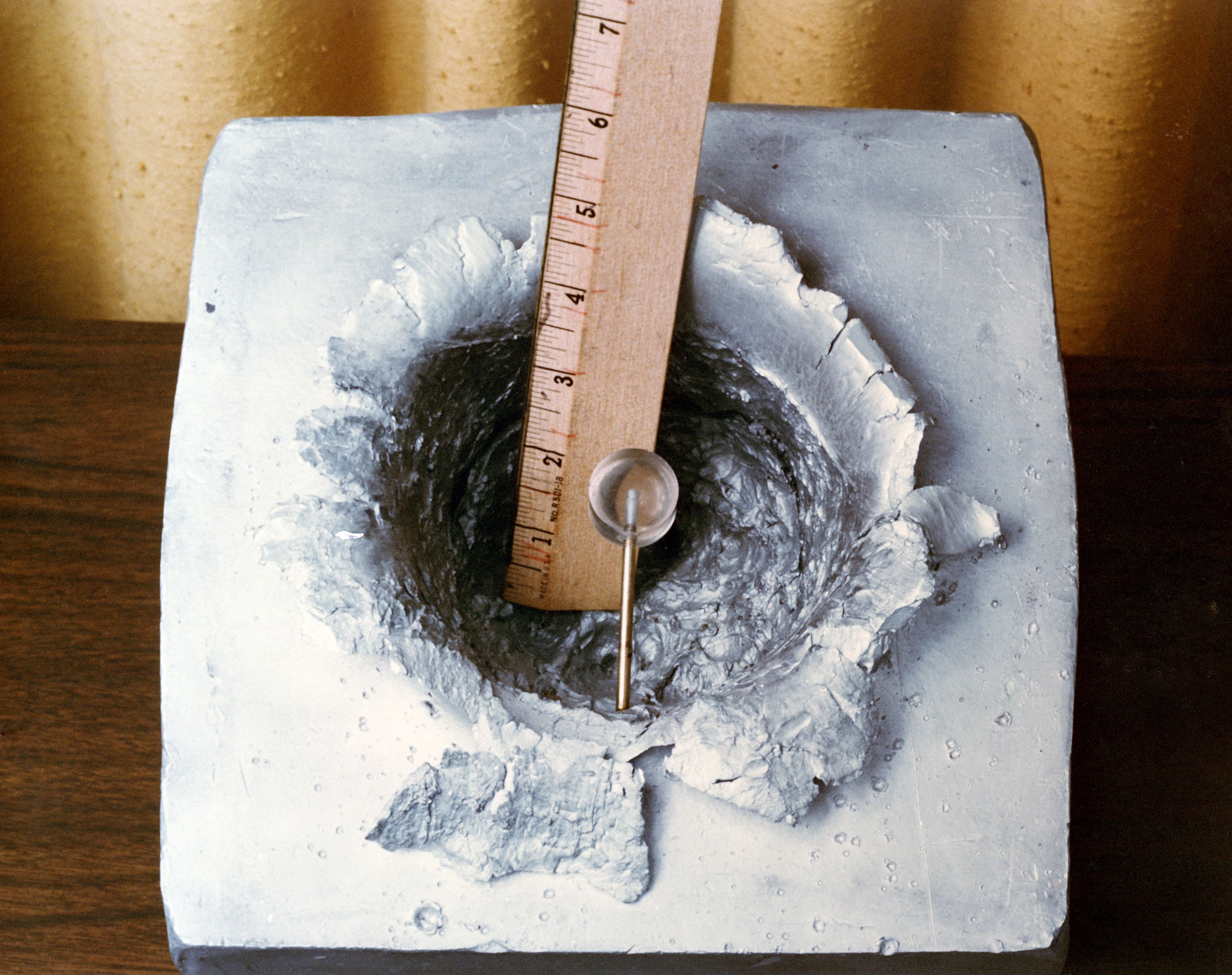
KEWの標的実験

右画像は7gの合成樹脂（Lexan）製弾丸の加速に圧搾ガスを用いたものであるが、最大初速で約7km/s（秒速7km）にも達し、アルミニウムのブロックに衝突して運動エネルギーの一部は熱に変換され、このような衝突痕となった。
空気中では余りに軽い弾丸は空気抵抗（抗力）にもより急速に減速してしまう事から、火薬を使う銃器でも一定の重さを持つ弾丸か、あるいは空気抵抗の少ない形状をしているのが一般的であるが、空気のない宇宙空間では問題なく発射から衝突までの運動エネルギーは保持されるため、高速で飛行する核ミサイルを迎撃しやすいよう、専ら発射速度だけが重視された。
このほかにも人工衛星から大量の微細なスペースデブリを放出させ、散弾銃のように広範囲に弾丸を発射、対象となる人工衛星や核ミサイルとの交差軌道を取らせる事で破壊するアイデアもあった。

## 評価

### 政治・外交面
SDI構想に対しては敵対するソ連のみならず、アメリカ国内からも多くの反対意見が寄せられた。天文学者カール・セーガンは「地球のみならず、宇宙までをも破壊しようとする狂気の沙汰」と厳しく非難。科学者グループだけでなく、元国防総省幹部などからも批判が上がった。しかし、結果的にSDIは政治・外交面では一定の成果を収めた。
SDIが実現すれば、核戦略においてアメリカの一方的な優位が成立するため、ソ連は、アメリカが核戦争を計画している兆候だと考え、東西の緊張が高まった。しかし当時のソ連には、既に対抗して軍拡競争に応じる体力が残されておらず、ソ連共産党書記長ユーリ・アンドロポフ、あるいは初期のミハイル・ゴルバチョフ政権は外交的手段によって事態を打開しようとした。アンドロポフはアメリカとレーガンへの非難を強めると共に、当時ソ連側が先行していたキラー衛星をはじめとする衛星攻撃兵器の放棄と引き替えに、宇宙配備型ABMやスペースシャトルの軍事利用の禁止などを提案。ゴルバチョフも1985年のジュネーヴ会談、1986年のレイキャヴィク会談での軍縮交渉によりSDIの阻止を試みた。
これらの『平和攻勢』は、衛星攻撃兵器開発の事実上の凍結など、一定の成果も上げたものの、アメリカにSDI構想を放棄させるまでには至らなかった。結局ソ連は、軍拡路線を放棄、1987年の中距離核戦力全廃条約を皮切りに軍縮へと大きくシフトする。SDIが最終的に冷戦終結、ひいてはそれに続くソビエト連邦の崩壊をもたらしたとの見方は少なくない。おそらく当初の意図とは異なる形であったものの、「SDI演説」に述べられていた通り、SDIは「人類の歴史の流れを変えた」と言える。
ただし、SDI構想のみに限ったことではないが、レーガン政権下での軍拡政策が、アメリカにも『双子の赤字』に代表される、連邦政府の財政面での大きな痛手をもたらしたことも事実である。

### 技術・軍事面
技術面・軍事面でも、SDIは当初から批判に曝されてきた。例えば『トライアッド』の場合、直径5メートルの収束ミラーを持つ出力5メガワットの化学レーザーを高度1,200kmの上空に24機配備することで、約200基の敵ICBMの迎撃を目指していた。これだけでも大がかりだが、ごく単純な対抗手段、例えばミサイル表面を磨いてレーザーを反射する、グリースなどを塗ることでレーザーの熱を拡散する、レーザーが一ヶ所に集中しないようミサイルをゆっくり回転させる、といった方法で簡単に無力化してしまうことが危惧されていた。
これに対しては、より大型・大出力のレーザーや、高エネルギーのレーザーを断続的に発射する『パルスレーザー』の開発で対抗しうるとされていたが、それは同時に技術的なハードルがさらに増すことを意味していた。『トライアッド』に限らず、多大な費用と手間をかけて高度な迎撃システムを構築しても、より安価で単純な対抗策で無力化するという懸念は、SDI構想に常につきまとっていた。
衛星軌道上への配備にも問題があった。当時、トライアッドのような大型の衛星を大量に衛星軌道に運搬する手段はスペースシャトルしかなかったが、1986年のチャレンジャー号爆発事故によってシャトルの打ち上げは2年間中断。ミッション再開後も様々な問題から打ち上げ回数は回復せず、目標の25 - 40回（最終的には年50回を目指していた）には遠く及ばなかった。バンデンバーグ空軍基地からの打ち上げも中止され、軍事衛星には不可欠な極軌道への投入も難しくなった。スペースシャトルの挫折と共に、SDI構想も行き詰まったと言える（一方、ソ連は多大な財政支出を強いられながらも、スペースシャトルに対抗する大型ロケット・エネルギアと宇宙往還機・ブランの開発を着々と進めていた。1980年代後半には有人飛行目前のレベルにまで達しており、運搬手段だけで言えば、アメリカの優位は揺らぎつつあった）。
さらに、SDIの各種兵器の実験には、数々の不正が行われていたと言われている。不正は例えば、センサーや追跡システムの能力不足などから目標の追跡失敗が相次ぐと、ダミーの標的に、センサーが探知・捕捉しやすいように赤外線をより多く発するよう細工する、といった形で行われた。当初はこれらの不正は、ソ連側に開発が順調に進んでいると見せかけ、牽制するプロパガンダのために行われていたが、のちにそれは、予算獲得や研究の継続のために成果を捏造するといった、内向きの理屈にすり替わっていった。
SDIで得られた成果のいくつかは、例えばのちのTHELやAL-1に生かされることとなり、全くの無駄に終わったとは言えない。一方、これらの新世代の兵器においても、未だ実戦に耐えるレベルには程遠いという意見もある。

## フィクションにおける影響
- FUTURE WAR 198X年 - 1982年公開の東映のアニメ映画。ICBM迎撃を目的とした高出力レーザー搭載の有人衛星「スペース・レンジャー」が登場する。
- SDI (ゲーム) - セガのシューティングゲーム。「防衛用シップ」を操作し、ミサイルやキラー衛星の迎撃を行う。
- エースコンバットシリーズ - ナムコ（現バンダイナムコエンターテインメント）のフライトシューティングゲーム。シリーズの主な舞台となる「ストレンジリアル」世界の超大国・オーシア連邦が、1980年代のユークトバニア連邦共和国との冷戦中にSDIを推進し、多段階での迎撃を可能とした高度な弾道ミサイル迎撃システムを構築する。